# ژاک اسرائیلوویچ
ژاک اسرائیلوویچ (فرانسوی: Jacques Israelievitch‎؛ ‏ ۶ مهٔ ۱۹۴۸ – ۵ سپتامبر ۲۰۱۵) موسیقی‌دان و نوازندهٔ برجستهٔ فرانسوی-کانادایی ویولن و یکی از برجسته‌ترین نوازندگان موسیقی مجلسی کانادا بود.
وی در سن ۱۱ سالگی از «کنسرواتوار موسیقی لو مان» فارغ‌التحصیل شد که جوان‌ترین دانش‌آموختهٔ این مؤسسهٔ آموزش موسیقی محسوب می‌شد. سپس هنر نواختن ویولن را در «کنسرواتوار موسیقی پاریس» نزد هنریک شرینگ و رنه بندِتی را فرا گرفت و تا سن ۱۶ سالگی برندهٔ ۳ جایزهٔ موسیقی شد. وی همچنین مدتی در دانشگاه ایندیانا بلومینگتون تحصیل و زیر نظر استادان برجسته‌ای به تکمیل دانش موسیقی خود پرداخت. او با هنرمندانی چون کارلو ماریا جولینی و یو-یو ما نیز همکاری داشت. در سال ۱۹۷۲ گئورگ شولتی او را به‌عنوان دستیار سَـرنوازنده (رهبر دستهٔ اول ویولن‌نوازان ارکستر سمفونی که تکنوازی‌های ویولن را به عهده داشته و در انگلیسی به آن concertmaster می‌گویند) ارکستر سمفونیک شیکاگو منصوب کرد. سپس از سال ۱۹۸۸ تا ۲۰۰۸ سَـرنوازندهٔ ارکستر سمفونیک تورنتو شد و آثاری از لودویگ فان بتهوون، ادوارد گریگ و ولفگانگ آمادئوس موتسارت (همچون سینفونیا کنسرتانته برای ویولن، ویولا و ارکستر) را اجرا و ضبط کرد. وی استاد موسیقی دانشگاه ایندیانا، دانشگاه تورنتو و دانشگاه یورک بود و برندهٔ نشان‌ها و جوایزی همچون نشان شوالیهٔ هنر و ادب (۱۹۹۵) و نشان افتخار کانادا (۲۰۰۴) شد.